# إيوكسول
يباع إيوكسول باسم تجاري «أومنيباك» إضافة إلى أسماء أخرى، وهو مادة مظللة يستخدم أثناء استعمال الأشعة السينية. ويتضمن ذلك تصوير الأوعية والفينوغرافي والبطين الدماغي والجهاز البولي وتنظير المفصل وأثناء التصوير المقطعي المحوسب (CT scan). يعطى عن طريق الفم أو كعلاج عن طريق الوريد، أو في تجويف الجسم.
تشمل الآثار الجانبية التقيؤ، التورد، الصداع، الحكّة، قصور كلوي، انخفاض ضغط الدم. وبشكل أقل قد تحدث حساسية أو نوبات. لا تؤثر الحساسية ضد بوفيدون-أيوداين أو ضد بكلويز على مخاطر الآثار الجانبية أكثر من غيرها من الحساسيات. استخدامه في مراحل الحمل المتأخرة قد يسبب قصور الدرقية عند الجنين. إيوكسول هو مادة مظللة. وهو من عائلة أوسمولار.
اعتُمد إيوكسول للاستخدام الطبي عام 1985. وهو مدرج في قائمة الأدوية الأساسية النموذجية لمنظمة الصحة العالمية التي تتضمن أكثر الأدوية فعالية وأمان المستخدمة في نظم الرعاية الصحية. أما تكلفته في الدول النامية فهي حوالي 10.99 دولاراً أمريكياً لكل قارورة بسعة 50 مل. في الولايات المتحدة، تكلّف الجرعة من 50 إلى 100 دولار أمريكي.

## المجتمع والثقافة

### الأسماء
يباع بعدّة أسماء تجارية منها Omnipaque وExypaque. كما يباع كوسط مكثّف متدرج بأسماء كـ Accudenz، Histodenz ،Nycodenz.

### الصيغة
يتوافر إيوكسول بتراكيز مختلفة من اليود لكل لتر، من 140 حتى 350 كيلوغرام .

## وصلات خارجية
- Omnipaque (Iohexol) injection, solution